# Тепекенд
Тепекенд (азерб. Təpəkənd), — село в Чайлинском сельском административно-территориальном округе Агдеринского района Азербайджана.

## География
Сёла Чайлы, Суговушан, Тепекенд входят в состав Чайлинского сельского административно-территориального округа Агдеринского района, при этом село Чайлы является центром этого сельского административно-территориального округа.

## История
В советский период на 1977 год село входило в состав Верин-Чайлинского сельсовета Мардакертского района Нагорно-Карабахской автономной области (НКАО) Азербайджанской ССР. Указом Президиума Верховного Совета Азербайджанской ССР от 26 марта 1982 года было постановлено присвоить слившимся селениям Верин Чайлы и Неркин Чайлы наименование Чайлы и переименовать в связи с этим Верин-Чайлинский сельский Совет в Чайлинский сельский Совет с центром в селении Чайлы.
2 сентября 1991 года на совместной сессии Нагорно-Карабахского областного и Шаумяновского районного Советов народных депутатов была принята Декларация о провозглашении Нагорно-Карабахской Республики в границах Нагорно-Карабахской автономной области (НКАО) и сопредельного Шаумяновского района Азербайджанской ССР.
26 ноября 1991 года Верховный Совет Азербайджанский Республики принял закон "Об упразднении Нагорно-Карабахской автономной области Азербайджанской Республики". В этом законе помимо упразднения Нагорно-Карабахской Автономной Области (НКАО), было постановлено в том числе также и переименование Мардакертского района в Агдеринский район.
В связи с Карабахским конфликтом Агдеринский район во время Первой карабахской войны оказался в зоне боевых действий. В ходе летнего наступления 1992 года Азербайджанские войска восстановили контроль над большей частью Агдеринского района. Азербайджан восстановил контроль над селом 16-18 июня 1992 года. Утром 4 июля 1992 года Азербайджан восстановил контроль над городом Агдере.
Решением Милли Меджлиса Азербайджанской Республики от 25 августа 1992 года Чайлинский сельсовет был передан из состава Агдеринского района в состав Тертерского района. Сам Агдеринский район впоследствии решением Милли Меджлиса Азербайджанской Республики от 13 октября 1992 года был упразднён, а его территория была поделена между Агдамским, Кельбаджарским и Тертерским районами.
Однако в результате наступления армянским войскам к 25 февраля 1993 года удалось занять территорию почти всего на тот момент бывшего Агдеринского района. 27 июня, а по другим данным 7 июля 1993 года армянские вооружённые формирования заняли город Агдере.
Село же было занято армянскими вооружёнными формированиями в марте-апреле 1994 года и попало под контроль непризнанной Нагорно-Карабахской Республикой (НКР). Согласно административно-территориальному делению непризнанной республики село входило в состав Мартакертского района НКР и называлось Тонашен.
Согласно Трёхстороннему Заявлению в ночь с 9 по 10 ноября 2020 года, подписанному по итогам Второй Карабахской войны, село перешло под контроль Российских миротворческих сил.
По итогам боевых действий в сентябре 2023 года Азербайджан восстановил свой контроль над селом и над всей территорией на тот момент бывшего Агдеринского района.
Законом от 5 декабря 2023 года в связи с воссозданием Агдеринского района из частей Агдамского, Кельбаджарского и Тертерского районов, Чайлинский сельский административно-территориальным округ вместе с входящим в него селом Тепекенд был передан из состава Тертерского района в состав Агдеринского района. В настоящее время село Тепекенд входит в состав Чайлинского сельского административно-территориального округа Агдеринского района Азербайджана.

## Население
По состоянию на 1 января 1933 года в селе проживало 483 человека (96 хозяйств), все — армяне.